# تاكويا إيزاوا
تاكويا إيزاوا (باليابانية: 伊沢拓也؛ بالكانا: いざわ たくや) هو مهندس ياباني، ولد في 1 يونيو 1984 في طوكيو في اليابان.

## وصلات خارجية
- الموقع الرسمي
- تاكويا إيزاوا على موقع DriverDB.com (الإنجليزية)